# زکریا نعیجی
زکریا نعیجی (انگلیسی: Zakaria Naidji؛ زادهٔ ۱۹ ژانویهٔ ۱۹۹۵) بازیکن فوتبال اهل الجزایر است.
از باشگاه‌هایی که در آن بازی کرده‌است می‌توان به باشگاه فوتبال بارادو اشاره کرد.
وی همچنین در تیم ملی فوتبال الجزایر بازی کرده‌است.